# 방언
방언(方言, 영어: dialect) 또는 표준어가 아닌 지역의 방언인 사투리는 특정 집단에서 사용하는 언어를 일컫는 말이다. 학술적 의미로서의 방언은 언어학에서 한 언어에 대한 분화체를 의미한다. 대개 지역 방언을 의미하지만, 언어학에서는 사회 계층별, 연령대별로도 방언을 나누기도 한다. 극단적인 경우 개개인이 사용하는 개인어(idiolect)까지도 방언으로 볼 수 있다. 완전히 통일된 언어는 존재하지 않는다. 방언을 사용하는 것이 소통에 지장을 주진 않는데, 이는 사람들이 방언을 접하고 이를 기존에 알고 있는 뜻과 일치시키기 때문이다. 대부분의 사람들은 자신이 사용하는 언어의 적절한 문법적 지식에 방언의 표현을 대조하여 그 뜻을 이해한다.
지리적 방언과 같은 언어적 다양성은 단순히 이주나 분리에 의해 형성되는 것이 아니라 시간의 작용에 의해 생겨 난 다양성으로, 한 언어가 방언과 차이를 가지게 되는 것은 언어적 전이에 의한 것이다.

## 어원
한국어권에선 근대 이전 시기 방언이라는 표현은 주로 중국의 변방어를 뜻하는 말이었다. 방언이 지방어의 의미를 얻게 된 것은 근대 이후이며 표준어가 아닌 말, 그 지방에서만 쓰는 말의 의미로 정착된 것은 일제강점기 표준어라는 개념이 대두되면서부터이다.
일반적으로 방언은 12세기부터 일관되게 중국어와 대비되는 변방의 언어라는 뜻으로 쓰였으며 드물지만 18세기 서명응(1716 ~ 1787)의 〈方言類釋序〉에서 볼 수 있듯 방언을 한 나라에서 쓰는 말이라는 뜻의 용례로도 사용한 것을 확인할 수 있다. 1880년 간행된 《한불뎐》을 통해 이전까지 지방어를 가리키는 방언의 의미로는 방음(方音)이나 사토리(辭吐俚)라는 표현이 사용되었음을 알 수 있다. 중앙어를 가리키는 표현은 경음(京音)이라 지칭했다. 현대적 개념으로서 한 언어의 분화체를 가리키는 의미는 언문일치에 대한 요구에 의해 19세기 말, 20세기 초에 등장한 것이다.

## 종류

### 지역 방언
언어 자체의 시간적 전파 속도에 의해 언어적 차이가 발생하는 것은 언어 내적인 요소에 의한 언어의 분화에 속한다. 그리고 이런 언어 내적인 요소로 인하여 분화한 방언을 지역 방언이라 한다. 언어의 지리적 다양성 또한 시간의 작용에 의해 발생하는 언어 자체의 내적인 요인이라 할 수 있다.

### 사회 방언
같은 지역에 있으면서도 언어 내적인 요소로는 설명되지 않는 방언은 언어 외적인 요소에 의해 방언이 되었다고 간주한다.
사회 방언은 사회적 계층, 나이, 성별 그리고 여타 사회적 맥락에서 기인하는 요소들에 의해 어떤 계층이든지 다르게 나타 날 수 있다. 이 중 사회적 맥락에서 기인하는 언어적 차이를 언어학에서는 사용역(register)라고 한다. 일반적인 대화, 격식을 갖춘 대화, 속어와 표준에 맞지 않는 표현을 상황과 지위에 따라 다르게 사용하므로써 대부분의 방언 공동체는 이렇게 최소 세 가지 이상의 언어적 변칙성을 가질 수 있다. 대화에서 화자들은 특정 지역의 주민이라는 사실만큼 특정 계층이나 연령대, 민족과 같은 여타 사회적 요소를 인지하고 대화에 참여한다.

## 방언과 언어의 차이
방언과 언어를 구분하는 기준은 뚜렷하게 정의내리기 힘들다. 방언과 언어는 공통된 개념을 상당 부분 포함한다. 민족, 문학작품의 존재 여부, 타 언어나 타 방언과의 의사소통가능성 등을 기준으로 삼을 수 있으나, 국가 권력에 의해 언어의 지위와 명칭이 결정되는 일도 있기에 “언어란 육군과 해군을 가진 방언”이라는 말도 있다. 예를 들면, 힌디어와 우르두어는 서로 어휘의 차이가 있을 뿐 근본으로 같은 언어이지만, 인도와 파키스탄의 국경의 차이 때문에 서로 다른 언어로 분류된다. 한편, 중국어는 서로 의사소통이 불가능한 여러 언어나 방언들을 하나로 묶은 용어라고도 볼 수 있지만, 중화인민공화국, 베트남, 라오스, 쿠바에서는 정치·이념상의 이유로 하나의 언어로 분류하고 있다.
방언과 언어가 자주 혼동되는 이유는 방언 연구와 그 현상을 규명하는 데 있어 용어의 정립이 주로 언어학적 지식을 갖지 않은 일반인들에 의해 주도되었기 때문이다. 허나 방언과 언어의 차이를 규정하려 한 시도는 계속해서 있어왔다. 언어와 방언을 나누는 가장 중요한 기준은 언어적 거리(en:linguistic distance)이다. 만약 해당 지역의 말이 일종의 지역 언어으로 간주되려면, 두 언어 간의 언어적 거리가 낮아야 한다. 구술 언어 혹은 문자 언어를 기반으로 하였을 때, 형태소의 차이가 특징화되기 시작한다면 두 언어 간의 언어적 거리가 높아진다. 예를 들면, 구문 구조가 완전히 다른 두 언어는 언어적 거리가 높다.(예: 한국어, 영어, 일본어, 중국어, 힌디어) 그러나 두 언어 차이가 거의 없는 언어는 방언 또는 동일한 어족의 언어로 볼 수 있다.
언어적 거리는 한 언어의 어족을 정하거나, 자매 언어(sibling langauge)를 구분하는 데 사용할 수 있다. 예를 들어 네덜란드어와 독일어처럼 언어적 거리가 거의 없는 언어는 자매 언어로 간주된다. 이 구분 기준에 따르면, 네덜란드어와 독일어는 서게르만어군에 속하는 자매 언어로 분류된다. 그러나 일부 언어의 자매 언어는 다른 언어의 자매 언어보다 언어적 거리 면에서 더 가깝다. 프랑스어와 스페인어의 자매 언어인 로망스어군은 인도유럽어족, 서게르만어군의 어떤 언어보다 서로 더 가깝다. 언어가 언어적 거리 측면에서 가까우면, 두 언어는 몹시 유사하기 때문에 '방언'이 해당 언어와 언어적으로 멀리 떨어져있는 것으로 간주되지 않는 이유이기도 하다.
조태린 대구대학교 교수의 《제주어와 제주방언, 이름의 정치언어학》(2013)에서는 해당 논문에서 케임브리지 사전 및 메리엄-웹스터 사전, 롱맨 사전을 인용하면서 많은 사전에서도 두 어휘에 대한 정의는 "의사소통 체계"라는 것에 같은 궤를 두고 있지만, 언어를 "구성 요소나 규칙의 측면에서 여러 가지 변종들 간의 차이를 아우를 수 있는 하나의 일괄 체계"로, 방언을 "한 언어의 일부 변형된 체계"와 같이 정의내리고 있다. 따라서, 언어의 형식 및 구조의 유사성이 낮은 말들은 서로 다른 독립된 언어가 되고 그 유사성이 높은 말들은 방언이 된다는 것이라고 하였다.

## 한국어의 방언
방언은 한 언어의 분화체로서 해당 언어 체계의 전반을 가리키지만, 사투리는 표준어가 아닌 것이라는 것에 초점이 맞춰져 있다.

## 연구
방언은 역사비교언어학에서 언어 변화의 예시로 설명된다. 특히 지역 방언에 대한 연구는 언어에 대한 복선적인 역사를 규명하는 것을 가능하게 하며, 언어학에서 언어에 대한 이론을 생성하는 데 근거가 된다.
과거의 언어를 연구하기 위해선 기록 자료에 의존할 수도 있다. 하지만 소쉬르가 문자는 언어의 실체를 왜곡하는 경향이 있다고 밝힌 것처럼, 기록 문헌을 이해하는 데에는 해당 언어의 음운체계를 아는 것이 중요하다. 어휘만으로는 언어의 이전 형태에서의 잔재를 논의하는 것은 어려우나, 역사비교언어학에서는 방언의 음운대응을 통해 언어의 실체를 파악하려 한다. 만약 방언에서 사용되는 어휘가 인접하지 않고 멀리 떨어진 두 지역에서 공통적으로 나타난다면, 공통적으로 나타난 어휘가 해당 언어가 가지는 과거 형태에 대한 흔적이라고 볼 수 있다. 중앙어에서는 이미 사라지고 난 어휘가 잔존하여 두 지역의 방언에 존재한다면, 이러한 어휘를 바탕으로 어휘의 음운 대응을 통해 과거의 음운을 식별한다.
영어 언어학에서는 방언과 악센트를 구분하는 데 연구의 중점이 맞춰져 있다면, 한국어 방언학에서는 방언과 사투리의 개념을 구분한다. 사투리의 개념은 영어학에서 다루는 악센트를 제외한 부분과 같다. 방언이 어떤 지역사회에서 사용되는 말인 반면, 사투리는 해당 방언에서 사용되는 말 중 표준어 어형과 다른 어형을 지칭한다.

## 참고 문헌
- Raimo Anttila (1972). 《An Introduction to Historical and Comparative Linguistics》 [역사비교언어학개론] (영어). MacMillan Publishing Co., Inc. Collier MacMillan Publishers.
- 김현권 (2017). “소쉬르의 ≪일반언어학강의≫와 ≪제3차 강의노트≫의 비교”. 《언어학》 (한국언어학회) (78): 165-193. 2024년 7월 5일에 확인함.
- 정승철 (2011년 6월). “‘방언(方言)’의 개념사”. 《방언학》 (한국방언학회) 13: 61-84.
- 최명옥 (2005년 6월). “국어방언학의 체계”. 《방언학》 (한국방언학회) 1: 35-72. (구독 필요).
- 하신영 (2022년 6월). “방언 악센트와 외국어 악센트의 개념에 대하여”. 《방언학》 (한국방언학회) 35: 25-48.
- Gordon, Matthew J. (2017년 11월 4일). “Structural Dialectology”. 《The Handbook of Dialectology》 (영어). doi:10.1002/9781118827628.ch4. (구독 필요).
- 곽충구 (2007년 6월). “옛말을 많이 간직한 함경도 방언”. 《새국어생활》 (국립국어원) 17 (2).
- 박경래 (2007년 6월). “내고향은 충청이여유”. 《새국어생활》 (국립국어원) 17.

## 같이 보기
- 구어
- 크리올 (언어학)
- 방언학
- 시각 방언
- 등어선
- 사용역
- 문어 (언어)
- 언어 연합